# Illuminazione (film 1973)
Illuminazione  (Illuminacja) è un film del 1973 diretto da Krzysztof Zanussi.

## Riconoscimenti
- 1973 - Pardo d'Oro
  - Festival del cinema di Locarno